# دانشکده پرستاری و مامایی اصفهان
دانشکده پرستاری و مامایی اصفهان، دانشکده‌ای وابسته به دانشگاه علوم پزشکی اصفهان واقع در استان اصفهان، که در سال ۱۳۴۷ شمسی تأسیس گردیده است.

## تاریخچه
پس از ادغام موسسات آموزشگاه عالی پرستاری، مجتمع آموزشی وزارت بهداری و بهزیستی و مدرسه عالی پرستاری مهرآئین، سه مؤسسه نام برده شده رسماً با عنوان دانشکده پرستاری و مامایی دانشگاه علوم پزشکی اصفهان به تربیت دانشجو در رشته‌های پرستاری، مامایی، تکنیسین اتاق عمل و مدارک پزشکی به کار خود ادامه داد.
رشته‌های هوشبری و فوریت‌های پزشکی مدتی است که به دانشکدهٔ پیراپزشکی، واقع در دانشکدهٔ پزشکی منتقل شده‌اند

## گروه‌های آموزشی
| رشته    | کارشناسی | ارشد                            | دکترا                |
| ------- | -------- | ------------------------------- | -------------------- |
| پرستاری | دارد     | دارد                            | دارد و post doc دارد |
| مامایی  | دارد     | آموزش مامایی بهداشت مادر و کودک | دارد                 |

## امکانات آموزشی و پژوهشی
- - کتابخانه
- - سایت کامپیوتر
- - مرکز مهارت‌های بالینی (پراتیک)